# Odorrana tormota
Odorrana tormota es una especie de anfibio anuro de la familia Ranidae.

## Distribución geográfica
Esta especie es endémica del este de la República Popular China. Habita entre los 150 y 700 m de altitud:
- en la provincia de Anhui en el macizo de Huang Shan;
- en la provincia de Zhejiang en el distrito de la ciudad de Jiande y el condado de Anji.[5]

## Descripción
Esta especie mide 32.5 mm para los machos y 56 mm para las hembras (Feng et al., 2002). Su espalda es marrón verdosa con manchas a veces negras. Su barriga es amarillenta.
A diferencia de otros anuros (con la excepción de Huia cavitympanum), esta especie puede producir y escuchar sonidos hasta una frecuencia máxima de aproximadamente 128 kHz, mientras que otros anuros están limitados a unos 12 kHz.

## Publicación original
- Wu, 1977 : A new species of frog from Huang-Shan, AnhuiRana tormotus Wu. Acta Zoológica Sinica, Beijing, vol. 23, p. 113-115.[6]